# Le Scoglietelle
Le Scoglietelle formano un gruppo di scogli dell'Italia, nel Lazio.